# شمشیرباز (فیلم)
شمشیرباز (فنلاندی: Miekkailija, استونیایی: Vehkleja) فیلمی در ژانر درام با کارگردانی کلائوس هارو است که در سال ۲۰۱۵ منتشر شد. این فیلم روایت زندگی اندل نلیس، مربی شمشیر بازی استونی در دهه ۵۰ میلادی است.

## بازیگران
- مرت آواندی – Endel Nelis
- اورسولا راتاسپ – Kadri
- هندریک تومپره جونیور – school principal
- لیسا کوپل – Marta
- یوناس کوف – Jaan
- لمبیت اولفساک – Jaan's grandfather
- پیرت کالدا – Jaan's mother
- اگرت کاداستو – Toomas
- آن-لیست ربانه – Lea
- البه ریتر– Tiiu
- یاک پرینتس – assistant to the principal
- کیریل کرو – Aleksei
- لیدا رامو – guard in a dormitory
- رایمو پاس – officer
- ارکی تیکان – officer
- Maria Avdjuško – an official in Leningrad
- Alina Karmazina –	مربی ارمنستان